# Zwartkoplijstergaai
De zwartkoplijstergaai (Garrulax milleti) is een zangvogel uit de familie Leiothrichidae. Deze vogel is genoemd, als dank voor zijn hulp, naar de Fransman Fernand Victor Millet (1878-1946) die jachtopziener was in het gebied waarin deze vogel werd ontdekt.

## Verspreiding en leefgebied
Deze soort komt voor in Laos en Vietnam en telt twee ondersoorten:
- G. m. sweeti: zuidoostelijk Laos en centraal Vietnam.
- G. m. milleti: zuidelijk Vietnam.

## Status
De grootte van de populatie is niet gekwantificeerd maar de soort wordt omschreven als vrij algemeen tot plaatselijk algemeen. Op de Rode lijst van de IUCN heeft deze soort de status niet bedreigd.